# Ulrike C. Tscharre
Ulrike Claudia Tscharre (n. 15 mai 1972 în Bad Urach) este o actriță germană.

## Filmografie
- 2000-01 - Ina und Leo
- 2002-06 / 2009-  - Lindenstraße
- 2002 - Tatort - Bienzle und der Tag der Rache (TV) - Regie: Konrad Sabrautzky
- 2003 - Pöhlers Passagen (TV) - Regie: Klaus Armbruster
- 2004 - Tatort - Bienzle und der steinerne Gast (TV) - Regie: Hartmut Griesmayr
- 2004 - Schöne Frauen - Regie: Sathyan Ramesh
- 2005 - Tatort - Bienzle und der Feuerteufel (TV) - Regie: Arend Aghte
- 2006 - Polizeiruf 110 - Er sollte tot (TV) - Regie: Dominik Graf
- 2006 - Mörderische Erpressung (TV) - Regie: Markus Imboden
- 2006 - Wiedersehen in Verona (TV) - Regie: Dirk Regel
- 2007 - Pfarrer Braun - Unter Verdacht (TV) - Regie: Axel de Roche
- 2007 - Die Co-Piloten (TV) - Regie: Thomas Jauch
- 2007 - Nachts das Leben - Regie: Julia Schwarz
- 2007 - "Post Mortem" - Regie: Thomas Jauch
- 2007 - Hilfe! Hochzeit! Die schlimmste Woche meines Lebens (TV) - Regie: Isabel Kleefeld
- 2008 - "Richterin ohne Robe" (TV) - Regie: Ulrich Zrenner
- 2008 - Crashpoint: Berlin (TV) - Regie: Thomas Jauch
- 2008 - Tatort - Rabenherz (TV) - Regie: Torsten C. Fischer
- 2008 - Im Angesicht des Verbrechens (TV) - Regie: Dominik Graf
- 2009 - "Der Dicke" (TV) - Regie: Oliver Domenget
- 2009 - "Soko Köln" (TV) - Regie: Christoph Schnee